# San Miguel Totolapan
San Miguel Totolapan là một đô thị thuộc bang Guerrero, México. Năm 2005, dân số của đô thị này là 27033 người.